# Prusice (Csehország)
Prusice település Csehországban, a Kelet-prágai járásban. Prusice Kostelec nad Černými lesy, Nučice, Oleška és Konojedy településekkel határos. Lakosainak száma 92 fő (2024. január 1.).

## Népesség
A település lakosságának változását az alábbi diagram mutatja:
| Lakosok száma | 209  | 178  | 164  | 122  | 84   | 82   | 79   | 81   | 94   | 92   |
|               | 1869 | 1900 | 1921 | 1961 | 1980 | 2011 | 2016 | 2019 | 2021 | 2024 |